# Пјаца Моначи (Бергамо)
Пјаца Моначи је насеље у Италији у округу Бергамо, региону Ломбардија.
Према процени из 2011. у насељу је живело 26 становника. Насеље се налази на надморској висини од 371 м.